# Wappen der finnischen Region Kainuu
Wappen der finnischen Region Kainuu

Diese Seite zeigt Wappen der finnischen Städte und Gemeinden  der Region von Kainuu.

## Städte und Gemeinden

Kainuu
Hyrynsalmi
Kajaani
Kuhmo
Paltamo
Puolanka
Ristijärvi
Sotkamo
Suomussalmi

- Kainuu[1]
- Hyrynsalmi[2]
- Kajaani[3]
- Kuhmo[4]
- Paltamo[5]
- Puolanka[6]
- Ristijärvi[7]
- Sotkamo[8]
- Suomussalmi[9]

## Wappen aufgelöster und alter Gemeinden

Kajaanin maalaiskunta
Vuolijoki

## Wappenbeschreibung
1. ↑  Von Gold, Grün und Gold geteilt, oben im Tannenschnitt, unten im Wellenschnitt.
2. ↑  In Silber ein blauer Wellenpfahl, darin ein senkrecht stehendes zylindrisches goldenes Fass.
3. ↑  In Blau ein zweitürmiges gezinntes goldenes Schloss mit je vier roten Fenstern und einem roten Tor, aus einem erniedrigten silbernen Wellenbalken wachsend.
4. ↑  In Schwarz drei (2:1) goldene bewurzelte Nadelbäume (Tannen).
5. ↑  In Gold pfahlweise drei schwarze Boote mit schwarzer Ladung.
6. ↑  In Schwarz drei (2:1) goldene Glocken unter einem im Tannenschnitt abgeteilten goldenem Schildhaupt.
7. ↑  In Blau ein silbernes Tannenkreuz über einem silbernen Wellenschildfuß.
8. ↑  In Silber ein oben gebogener blauer Balken.
9. ↑  In Schwarz vier (1:2:1) silbernen Billette (Tafeln, Schindeln), hinter deren Oberkante wachsend je eine dreizüngige goldene Flamme.
10. ↑  In Blau ein silberner Zinnenbalken, dessen Unterseite im Tannenschnitt liegt.
11. ↑  In Blau über einen erniedrigten silbernen Sturzsparren ein silberner Kreis mit aus dem linken oberen Viertel wachsenden Pfeil (alchimistische Zeichen für Eisen, Marssymbol).